# اسکناس (آلبوم)
اسکناس یک آلبوم موسیقی از شاهکار بینش پژوه است که به عنوان اولین آلبوم سبک موسیقی رپ دارای مجوز در ایران شناخته می‌شود. و در ایران با استقبال مردم روبرو شد. این آلبوم در سال ۱۳۸۳ منتشر شد و ناشر آن نغمه داوودی بود.
بینش پژوه دربارهٔ این آلبوم که دومین آلبومش بود می‌گوید «برای انتقاد در آن سال‌ها ابزاری نمی‌توانست جز طنز وجود داشته باشد و غیر از طنز کار به تعبیری بیخ پیدا می‌کرد؛ بنابراین من این سبک را انتخاب کردم که حرف‌هایم را در این قالب بزنم و به کسی برنخورد؛ ولی شاید بعد از شش هفت سال اسکناس تنها آلبوم رپ فارسی بود.»

## آهنگ‌ها
- «عشق لاتی»
- «بی کلام»
- «خواننده»
- «اسکناس»
- «عشق خیابانی»
- «میکس»